# 刘湘云
刘湘云（1920年12月21日—？），女，原籍浙江定海，生于上海，中国儿科专家，曾任上海医科大学教授、博士生导师。